# U-76 (1940)
U-76 — средняя подводная лодка типа VIIB нацистской Германии времён Второй мировой войны.

## История
Заказ на постройку субмарины был отдан 2 июня 1938 года. Лодка была заложена 28 декабря 1939 года на верфи Бремен-Вулкан под строительным номером 4, спущена на воду 3 октября 1940 года. Лодка вошла в строй 3 декабря 1940 года под командованием оберлейтенанта Фридриха фон Хиппеля.

### Флотилии
- 3 декабря 1940 года — 1 марта 1941 года — 7-я флотилия (учебная)
- 1 марта 1941 года — 5 апреля 1941 года — 7-я флотилия

### История службы
Лодка совершила один боевой поход. Потопила 2 судна суммарным водоизмещением 7 290 брт.
Потоплена 5 апреля 1941 года к югу от Исландии, в районе с координатами 58°21′ с. ш. 20°12′ з. д. глубинными бомбами с британского эсминца HMS Wolverine и британского шлюпа HMS Scarborough. 42 члена экипажа спаслись, 1 погиб.

## Потопленные суда
| Дата    | Тип            | Принадлежность | Дата          | Тоннаж (БРТ) | Груз              | Судьба   | Место                     |
| Daphne  | грузовое судно | Финляндия      | 3 апреля 1941 | 1 939        | уголь             | потоплен | 60°00′ с. ш. 20°00′ з. д. |
| Athenic | грузовое судно | Великобритания | 4 апреля 1941 | 5 351        | 8400 тонн пшеницы | потоплен | 58°32′ с. ш. 20°13′ з. д. |